# Kremlin Cup 2007 - Qualificazioni singolare maschile
Le qualificazioni del singolare maschile del Kremlin Cup 2007 sono state un torneo di tennis preliminare per accedere alla fase finale della manifestazione. I vincitori dell'ultimo turno sono entrati di diritto nel tabellone principale. In caso di ritiro di uno o più giocatori aventi diritto a questi sono subentrati i lucky loser, ossia i giocatori che hanno perso nell'ultimo turno ma che avevano una classifica più alta rispetto agli altri partecipanti che avevano comunque perso nel turno finale.
Le qualificazioni del torneo Kremlin Cup  2007 prevedevano 32 partecipanti di cui 4 sono entrati nel tabellone principale.

## Teste di serie
1. Marin Čilić (Qualificato)
2. Miša Zverev (Qualificato)
3. Viktor Troicki (Qualificato)
4. Oliver Marach (secondo turno)

1. Michal Mertiňák (ultimo turno)
2. Jan Mertl (ultimo turno)
3. Michail Kukuškin (secondo turno)
4. Denis Istomin (ultimo turno)

## Qualificati
1. Marin Čilić
2. Miša Zverev

1. Viktor Troicki
2. Denis Macukevič

## Tabellone

### Legenda
| - Q = Qualificato - WC = Wild card - LL = Lucky loser | - ALT = Alternate - SE = Special Exempt - PR = Protected Ranking | - w/o = Walkover - r = Ritirato - d = Squalificato |

### Sezione 1
|  | Primo turno          | Primo turno          | Primo turno          | Primo turno | Primo turno |  |  | Secondo turno | Secondo turno      | Secondo turno | Secondo turno    | Secondo turno |   |   | Ultimo turno | Ultimo turno | Ultimo turno | Ultimo turno | Ultimo turno |  |
|  |                      |                      |                      |             |             |  |  |               |                    |               |                  |               |   |   |              |              |              |              |              |  |
|  | 1                    | Marin Čilić          | Marin Čilić          | 6           | 7           |  |  |               |                    |               |                  |               |   |   |              |              |              |              |              |  |
|  |                      | Aleksej Kedrjuk      | Aleksej Kedrjuk      | 4           | 63          |  |  | 1             | Marin Čilić        | 6             | 3                | 6             |   |   |              |              |              |              |              |  |
|  | Konstantin Kravčuk   | Konstantin Kravčuk   | Konstantin Kravčuk   | 6           | 6           |  |  |               | Konstantin Kravčuk | 2             | 6                | 1             |   |   |              |              |              |              |              |  |
|  | Aleksandr Kudrjavcev | Aleksandr Kudrjavcev | Aleksandr Kudrjavcev | 1           | 4           |  |  |               |                    |               |                  |               |   |   | 1            | Marin Čilić  | 65           | 6            | 6            |  |
|  | Evgenij Kirillov     | Evgenij Kirillov     | Evgenij Kirillov     | 6           | 6           |  |  |               |                    |               | Evgenij Kirillov | 7             | 0 | 3 |              |              |              |              |              |  |
|  | Evgenij Donskoj      | Evgenij Donskoj      | Evgenij Donskoj      | 4           | 1           |  |  |               | Evgenij Kirillov   | 5             | 7                | 6             |   |   |              |              |              |              |              |  |
|  | 7                    | Michail Kukuškin     | Michail Kukuškin     | 6           | 6           |  |  | 7             | Michail Kukuškin   | 7             | 65               | 1             |   |   |              |              |              |              |              |  |
|  |                      | Michail Lifšic       | Michail Lifšic       | 0           | 1           |  |  |               |                    |               |                  |               |   |   |              |              |              |              |              |  |

### Sezione 2
|  | Primo turno          | Primo turno          | Primo turno    | Primo turno | Primo turno |  |  | Secondo turno | Secondo turno  | Secondo turno  | Secondo turno | Secondo turno |   |   | Ultimo turno | Ultimo turno | Ultimo turno | Ultimo turno | Ultimo turno |  |
|  |                      |                      |                |             |             |  |  |               |                |                |               |               |   |   |              |              |              |              |              |  |
|  | 2                    | Miša Zverev          | Miša Zverev    | 6           | 6           |  |  |               |                |                |               |               |   |   |              |              |              |              |              |  |
|  |                      | Michail Elgin        | Michail Elgin  | 4           | 4           |  |  | 2             | Miša Zverev    | Miša Zverev    | 6             | 6             |   |   |              |              |              |              |              |  |
|  | Valerij Rudnev       | Valerij Rudnev       | Valerij Rudnev | 6           | 7           |  |  |               | Valerij Rudnev | Valerij Rudnev | 3             | 1             |   |   |              |              |              |              |              |  |
|  | Nenad Zimonjić       | Nenad Zimonjić       | Nenad Zimonjić | 3           | 6           |  |  |               |                |                |               |               |   |   | 2            | Miša Zverev  | 4            | 6            | 6            |  |
|  | Illja Marčenko       | Illja Marčenko       | 7              | 3           | 6           |  |  |               |                | 6              | Jan Mertl     | 6             | 3 | 4 |              |              |              |              |              |  |
|  | Jean-Claude Scherrer | Jean-Claude Scherrer | 5              | 6           | 4           |  |  |               | Illja Marčenko | 7              | 3             | 1             |   |   |              |              |              |              |              |  |
|  | 6                    | Jan Mertl            | Jan Mertl      | 6           | 6           |  |  | 6             | Jan Mertl      | 6              | 6             | 6             |   |   |              |              |              |              |              |  |
|  |                      | Artur Černov         | Artur Černov   | 3           | 4           |  |  |               |                |                |               |               |   |   |              |              |              |              |              |  |

### Sezione 3
|  | Primo turno         | Primo turno         | Primo turno    | Primo turno | Primo turno |  |  | Secondo turno | Secondo turno       | Secondo turno       | Secondo turno | Secondo turno |   |   | Ultimo turno | Ultimo turno   | Ultimo turno   | Ultimo turno | Ultimo turno |  |
|  |                     |                     |                |             |             |  |  |               |                     |                     |               |               |   |   |              |                |                |              |              |  |
|  | 3                   | Viktor Troicki      | Viktor Troicki | 7           | 6           |  |  |               |                     |                     |               |               |   |   |              |                |                |              |              |  |
|  |                     | Andrei Gorban       | Andrei Gorban  | 6(1)        | 1           |  |  | 3             | Viktor Troicki      | Viktor Troicki      | 6             | 6             |   |   |              |                |                |              |              |  |
|  | Serhij Bubka        | Serhij Bubka        | Serhij Bubka   | 6           | 6           |  |  |               | Serhij Bubka        | Serhij Bubka        | 2             | 0             |   |   |              |                |                |              |              |  |
|  | Viktor Kozin        | Viktor Kozin        | Viktor Kozin   | 3           | 2           |  |  |               |                     |                     |               |               |   |   | 3            | Viktor Troicki | Viktor Troicki | 6            | 6            |  |
|  | Serhij Stachovs'kyj | Serhij Stachovs'kyj | 6              | 3           | 6           |  |  |               |                     | 8                   | Denis Istomin | Denis Istomin | 4 | 3 |              |                |                |              |              |  |
|  | Pavel Čechov        | Pavel Čechov        | 2              | 6           | 0           |  |  |               | Serhij Stachovs'kyj | Serhij Stachovs'kyj | 62            | 63            |   |   |              |                |                |              |              |  |
|  | 8                   | Denis Istomin       | Denis Istomin  | 6           | 6           |  |  | 8             | Denis Istomin       | Denis Istomin       | 7             | 7             |   |   |              |                |                |              |              |  |
|  |                     | Ivan Serheev        | Ivan Serheev   | 3           | 1           |  |  |               |                     |                     |               |               |   |   |              |                |                |              |              |  |

### Sezione 4
|  | Primo turno       | Primo turno        | Primo turno        | Primo turno | Primo turno |  |  | Secondo turno | Secondo turno   | Secondo turno   | Secondo turno   | Secondo turno |   |   | Ultimo turno | Ultimo turno    | Ultimo turno | Ultimo turno | Ultimo turno |  |
|  |                   |                    |                    |             |             |  |  |               |                 |                 |                 |               |   |   |              |                 |              |              |              |  |
|  | 4                 | Oliver Marach      | 6                  | 3           | 6           |  |  |               |                 |                 |                 |               |   |   |              |                 |              |              |              |  |
|  |                   | Michail Ledovskich | 4                  | 6           | 4           |  |  | 4             | Oliver Marach   | Oliver Marach   | 3               | 5             |   |   |              |                 |              |              |              |  |
|  | Denis Macukevič   | Denis Macukevič    | Denis Macukevič    | 7           | 6           |  |  |               | Denis Macukevič | Denis Macukevič | 6               | 7             |   |   |              |                 |              |              |              |  |
|  | Aleksandr Jarmola | Aleksandr Jarmola  | Aleksandr Jarmola  | 6           | 2           |  |  |               |                 |                 |                 |               |   |   |              | Denis Macukevič | 2            | 7            | 6            |  |
|  | Dmitrij Vlasov    | Dmitrij Vlasov     | Dmitrij Vlasov     | 6           | 6           |  |  |               |                 | 5               | Michal Mertiňák | 6             | 5 | 3 |              |                 |              |              |              |  |
|  | Filip Davydenko   | Filip Davydenko    | Filip Davydenko    | 2           | 0           |  |  |               | Dmitrij Vlasov  | Dmitrij Vlasov  | 3               | 64            |   |   |              |                 |              |              |              |  |
|  | 5                 | Michal Mertiňák    | Michal Mertiňák    | 7           | 6           |  |  | 5             | Michal Mertiňák | Michal Mertiňák | 6               | 7             |   |   |              |                 |              |              |              |  |
|  |                   | Syrym Abdukhalikov | Syrym Abdukhalikov | 5           | 2           |  |  |               |                 |                 |                 |               |   |   |              |                 |              |              |              |  |